# ألف بنتلي
ألف بنتلي (بالإنجليزية: Alf Bentley)‏ (15 سبتمبر 1887 في المملكة المتحدة - 15 أبريل 1940 في المملكة المتحدة) هو لاعب كرة قدم بريطاني (وحمل سابقاً جنسية المملكة المتحدة لبريطانيا العظمى وأيرلندا) في مركز الهجوم. لعب مع بولتون واندررز وديربي كاونتي ونادي بيرتن ألبيون ووست بروميتش ألبيون وAlfreton Town F.C. ‏.